# Buffalo Bill Dam
Die Buffalo-Bill-Talsperre (englisch Buffalo Bill Dam) ist eine Talsperre am Shoshone River im US-Bundesstaat Wyoming. Der von der Staumauer aufgestaute See heißt Buffalo Bill Reservoir.

## Geschichte
Die Talsperre ist ein Teil des Shoshone Project, einem der drei ersten Wasserbau-Projekte des Bureau of Reclamation. Sie wurde vom 19. Oktober 1905 bis zum 15. Januar 1910 gebaut. An diesem Tag war der Bau mit dem Einfüllen der letzten Betonladung in den errichteten Shoshone Dam vollendet. Das Bauwerk kostete 929.658 US-Dollar. Sieben Arbeiter verloren ihr Leben bei den Bauarbeiten. Zur Zeit ihrer Fertigstellung war die Staumauer mit 99 Metern die höchste der Erde und damit wahrscheinlich die erste Staumauer, die höher war als die um 1350 gebaute Kurit-Staumauer.
Bis 1946 hieß das Bauwerk Shoshone Dam und wurde dann nach dem Showman Buffalo Bill umbenannt, der die nahegelegene Stadt Cody gegründet und einen großen Teil des Landes besessen hatte, das nun vom Buffalo Bill Reservoir bedeckt ist. Das Gelände rund um den Stausee ist als Buffalo Bill State Park ausgewiesen. Die Talsperre wurde in das National Register of Historic Places aufgenommen und ist außerdem eine National Historic Civil Engineering Landmark.

## Staumauer und Wasserkraftwerk
Das Absperrbauwerk, das etwa 10 km flussaufwärts von Cody steht, ist eine Bogengewichtsmauer aus Beton mit einem konstanten Radius. Es war eine der ersten hohen Betonstaumauern der USA und wurde von der Firma Thompson-Starrett Co. gebaut. Umbauten fanden 1915, 1922–23, 1959 und 1990–93 statt. Dabei wurde die Staumauer zuletzt um rund 7,6 m auf 106,75 m erhöht.
Das angeschlossene Wasserkraftwerk am Fuß der Staumauer hatte ursprünglich eine Leistung von 6 Megawatt mit drei Turbinen. Wegen Wartungs- und Sicherheitsproblemen wurden alle Turbinen im März 1980 außer Betrieb genommen und eine davon 1991 durch eine neue 3-Megawatt-Turbine ersetzt. Zusätzlich gibt es seit 1993 noch ein neues 18-MW-Kraftwerk 1,6 km weiter unten am Shoshone River.